# Les Menus
Les Menus (lɛ mə.nyⓘ) es una población y comuna francesa, situada en la región de Baja Normandía, departamento de Orne, en el distrito de Mortagne-au-Perche y cantón de Longny-au-Perche.

## Demografía
| 205 | 189 | 153 | 136 | 118 | 148 |
| Para los censos de 1962 a 1999 la población legal corresponde a la población sin duplicidades (Fuente: INSEE [Consultar]) |     |     |     |     |     |